# Stucchi carolingi del museo di Santa Giulia

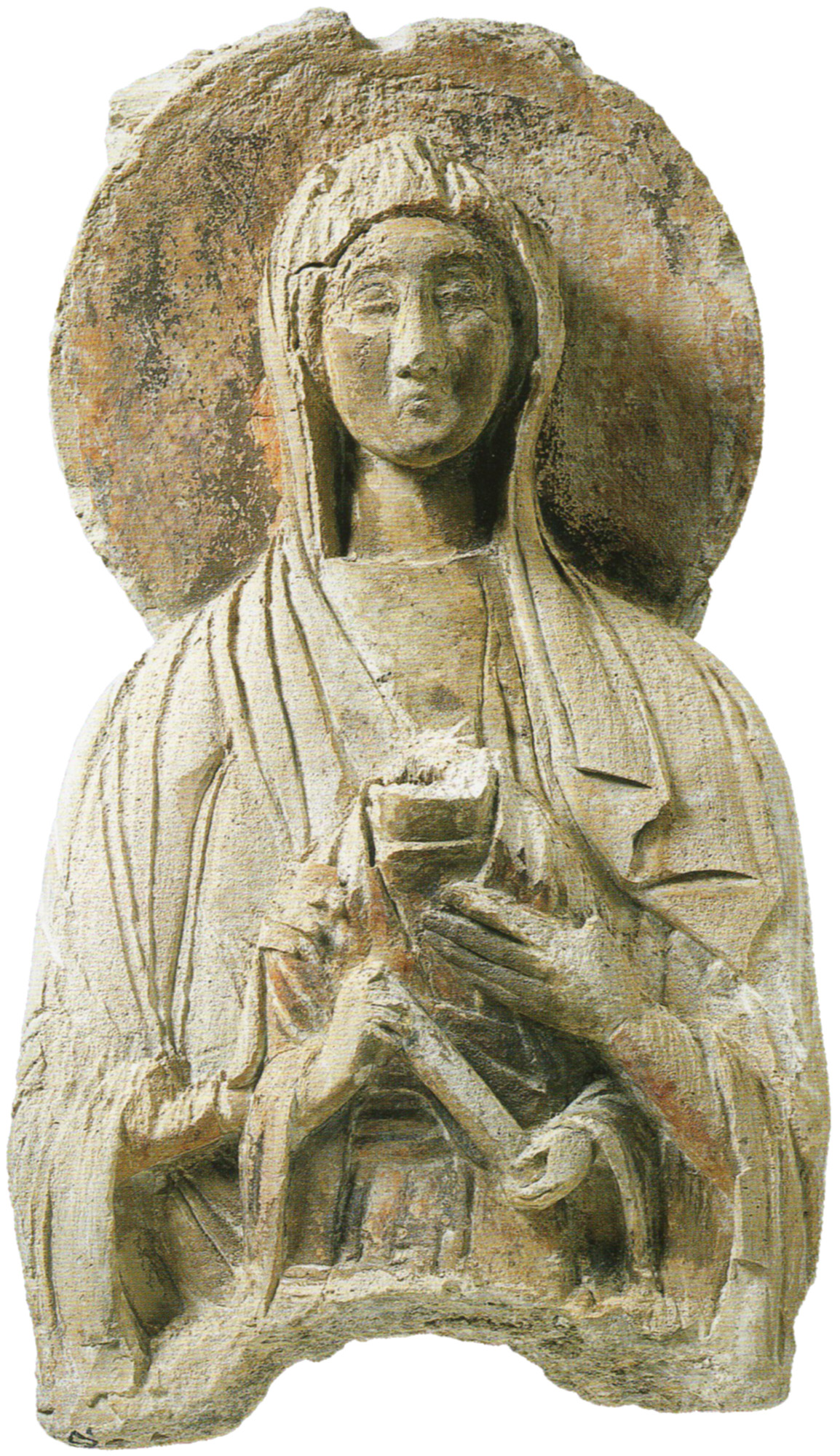
Madonna Theotókos

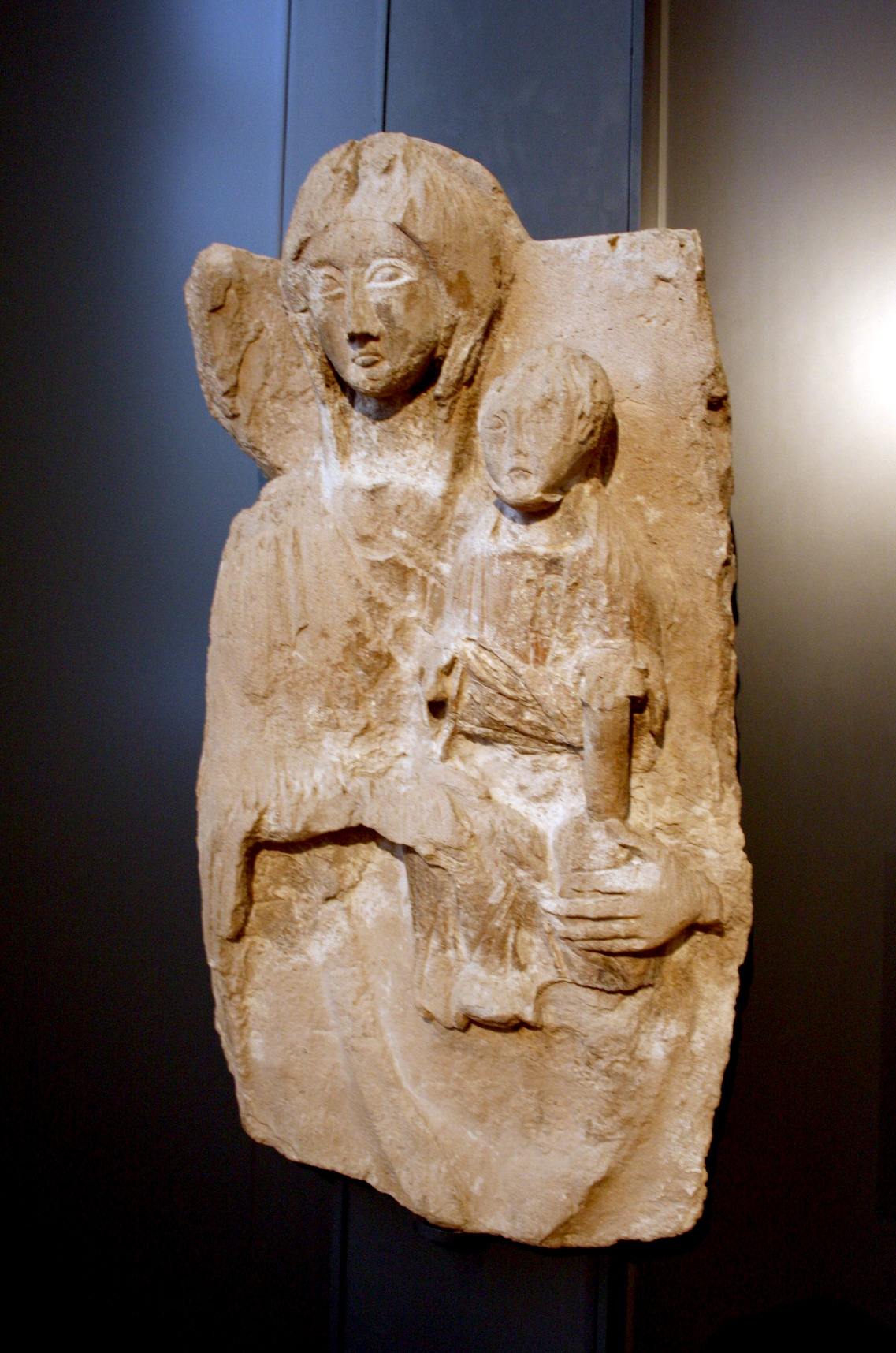
Madonna Hodighitria

Gli stucchi carolingi conservati nel museo di Santa Giulia a Brescia sono due sculture in stucco databili alla prima metà del IX secolo, rarissimi esemplari di questo tipo di tecnica esecutiva nell'arte carolingia.

## Storia
I due stucchi, entrambi raffiguranti una Madonna col Bambino, sono di provenienza incerta: una nota d'archivio ottocentesca dei Civici Musei di Brescia li segnala come provenienti dall'abbazia di Leno, ma non vi sono riscontri all'annotazione. Essendo comunque riconducibili a un ambiente monastico, non è improbabile che provengano dallo stesso monastero di Santa Giulia. Poco chiara è anche l'originale funzione: verosimilmente, dovevano far parte di un qualche apparato decorativo.
Le vicende subite dalle due opere nei secoli successivi sono ignote: durante il XIX secolo entrano a far parte della collezione del Museo dell'Età Cristiana, aperto in alcuni locali dell'ex monastero di Santa Giulia a Brescia. Con l'apertura del museo di Santa Giulia nel 1998, la lastra e i due frammenti trovano collocazione definitiva nella sezione "La storia del monastero".

## Descrizione
Il primo stucco raffigura la Madonna in posizione centrale con in braccio il Bambino Gesù esattamente di fronte a sé. Alle spalle della Vergine è posta un'ampia aureola, mentre entrambe le figure sono vestite con tuniche ampie e movimentate. Il busto del Bambino Gesù si presenta acefalo e tra le mani regge un oggetto stretto e lungo interpretabile come un rotolo di pergamena, richiamo quindi alle Sacre Scritture.
Il secondo altorilievo presenta invece la Madonna che regge il Bambino Gesù alla sua sinistra, appoggiato su parte del torso e sulla spalla, venendo così a mancare la marcata simmetria che caratterizzava invece il primo stucco. In questo caso, le due figure sono complete in tutte le parti anatomiche, ma nel complesso il manufatto appare più consunto e rovinato del precedente. L'aureola attorno al capo di Maria, sebbene presente, è quasi completamente andata perduta e ne rimane solo un breve settore.
Entrambi i manufatti sono alti circa 90 cm e presentavano, in origine, una vivace policromia che li rivestiva completamente, intuibile oggi solo da poche tracce rimaste.

## Stile
I due stucchi, sebbene raffiguranti lo stesso soggetto, presentano alcune differenze formali e compositive benché, nel complesso, appaiano eseguiti, se non dallo stesso autore, dalle stesse maestranze. La datazione alla prima metà del IX secolo, precedentemente posticipata all'XI-XII secolo, è stata confermata dall'esame del carbonio-14 condotto su alcuni frammenti delle canne che formano la struttura interna delle due sculture.
I due altorilievi sono rarissime testimonianze dell'arte figurativa in stucco di età carolingia, della quale pochissimo si è conservato nella produzione di manufatti di questo materiale. Entrambi, ma in particolare il primo e meglio conservato dei due, sono di particolare efficacia rappresentativa per la monumentale impostazione, per le proporzioni e per il fine modellato.
Lo schema iconografico a cui fanno capo le due opere è quello della Madonna Theotókos (madre di Dio) e della Madonna Hodighitria (che indica la strada), in cui la Vergine "indica" con la mano il Bambino che regge il rotolo con le Sacre Scritture, simboleggiando Gesù come la retta via da percorrere.